# Whillans Ice Stream
Whillans Ice Stream (dawniej Stream B, pol. „Strumień B”)  – strumień lodowy odprowadzający lód z pokrywy Antarktydy Zachodniej do Lodowca Szelfowego Rossa.

## Nazwa
Strumień początkowo znany był jako Stream B – wszystkie strumienie lodowe zasilające Lodowiec Szelfowy Rossa oznaczano kolejnymi literami alfabetu w kolejności ich położenia z południa na północ . Ich nazwy zostały zmienione na początku XXI w., aby uhonorować geologów, w tym przypadku strumień został nazwany w 2001 roku  na cześć geologa Iana Morleya Whillansa (1944–2001), badacza strumieni lodowych Antarktydy Zachodniej, m.in. ich znaczenia dla określania stabilności pokrywy lodowej Antarktyki Zachodniej .

## Geografia

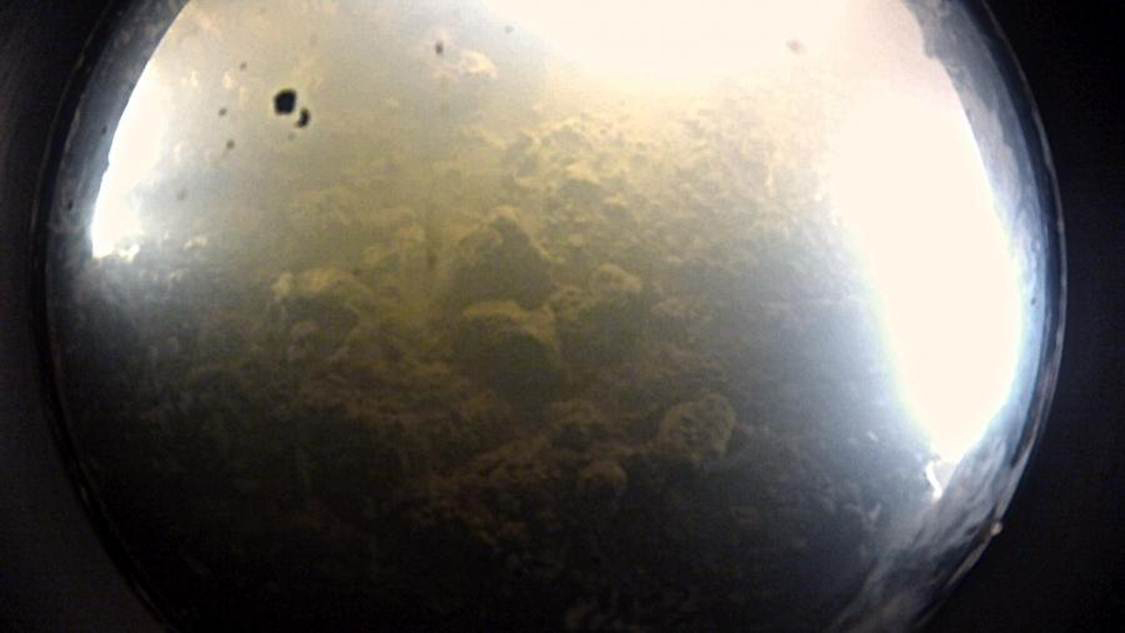
Dno Lake Whillans sfotografowane przez miniaturową łódź podwodną (2013)

Whillans Ice Stream to potężny strumień lodowy odprowadzający lód z pokrywy Antarktydy Zachodniej do Lodowca Szelfowego Rossa . Płynie na zachód do Gould Coast między strumieniami Mercer Ice Stream a Kamb Ice Stream .
Był on najczęściej badanym spośród pięciu głównych strumieni zasilających Lodowiec Szelfowy Rossa. Ma ok. 500 km długości, ok. 50 km szerokości i ok. 1 km grubości, i wprowadza do lodowca szelfowego ok. 30 km³ lodu na rok. 
W 2008 roku odkryto, że ruch Whillans Ice Stream wywołuje codziennie dwie fale sejsmiczne odpowiadające trzęsieniu ziemi o magnitudzie 7 MW . Strumień lodowy przesuwa się o około pół metra w ciągu dziesięciu minut, następnie zatrzymuje się na 12 godzin i znowu przesuwa o kolejne pół metra . Przy każdym przesunięciu wywołuje fale sejsmiczne, które zarejestrowały sejsmografy wokół Antarktydy . 
Pod strumieniem, ok. 120 km od linii gruntowania (ang. grounding line), znajduje się niewielkie jezioro podlodowcowe Lake Whillans o powierzchni ok. 60 km². 
W 2015 roku w ramach programu naukowego Whillans Ice Stream Subglacial Access Research Drilling (WISSARD) dokonano wierceń w pobliżu linii gruntowania, odkrywając obecność ryb, skorupiaków i morskich bezkręgowców .